# Catron (Misuri)
Catron es un pueblo ubicado en el condado de Nueva Madrid en el estado estadounidense de Misuri. En el Censo de 2010 tenía una población de 67 habitantes y una densidad poblacional de 69,54 personas por km².

## Geografía
Catron se encuentra ubicado en las coordenadas 36°36′40″N 89°42′22″O / 36.61111, -89.70611. Según la Oficina del Censo de los Estados Unidos, Catron tiene una superficie total de 0,96 km², de la cual 0,96 km² corresponden a tierra firme.

## Demografía
Según el censo de 2010, había 67 personas residiendo en Catron. La densidad de población era de 69,54 hab./km². De los 67 habitantes, Catron estaba compuesto por el 83,58% blancos, el 14,93% eran afroamericanos, y el 1,49% pertenecían a dos o más razas. Del total de la población el 0% eran hispanos o latinos de cualquier raza.